# Matrimonio igualitario en Montenegro
El matrimonio igualitario en Montenegro no es legal, sin embargo, el país ha otorgado reconocimiento legal a las uniones del mismo sexo desde el 15 de julio de 2021. En julio de 2020, el Parlamento de Montenegro aprobó un proyecto de ley, por 42 votos a favor y 5 en contra, para reconocer las parejas de convivencia para parejas del mismo sexo que ofrecen varios, pero no todos, los derechos y beneficios del matrimonio. El proyecto de ley fue promulgado el 3 de julio de 2020 por el presidente Milo Đukanović y entró en vigencia el 15 de julio de 2021.

## Parejas de convivencia
El 13 de noviembre de 2012, el Viceprimer Ministro Duško Marković dijo que el Gobierno de Montenegro prepararía un proyecto de ley otorgando algún tipo de reconocimiento legal a las parejas del mismo sexo. El Ministerio de Derechos Humanos y de las Minorías redactó un proyecto de ley para legalizar las parejas registradas, que conferirían algunos de los derechos, beneficios y responsabilidades del matrimonio pero no incluirían derechos de adopción o de crianza. La Iglesia Ortodoxa Serbia y el Frente Democrático expresaron su oposición a la propuesta, argumentando que "arruinaría los valores cristianos y la vida familiar en Montenegro". El 27 de diciembre de 2018, el gobierno dio su apoyo al proyecto de ley. Si se promulgaba, habría entrado en vigencia un año después. El proyecto de ley fue presentado en el Parlamento el 24 de enero de 2019, y el 27 de febrero fue respaldado por el comité parlamentario de derechos humanos. Sin embargo, el 31 de julio de 2019, el proyecto de ley fue bloqueado por parlamentarios, liderados por el Frente Democrático, en una votación de 38-4 con 39 abstenciones. No se alcanzó la mayoría necesaria de 41 votos. El Partido Democrático de los Socialistas, los Socialdemócratas y el Partido Liberal apoyaron la medida.
El 12 de diciembre de 2019, el gobierno aprobó un segundo proyecto similar. Fue presentado al Parlamento el 14 de enero de 2020. El 18 de junio de 2020, el proyecto de ley fue respaldado por el comité parlamentario de derechos humanos, y fue adoptado por el Parlamento el 1 de julio de 2020, con 42 votos a favor y 5 en contra. El presidente Milo Đukanović promulgó la ley el 3 de julio de 2020, y entró en vigor el 15 de julio de 2021.

### Reacciones
La Iglesia Ortodoxa Serbia y el Frente Democrático se opusieron a la propuesta, argumentando que "arruinaría los valores cristianos y la vida familiar en Montenegro". La Unión de Refugiados de Montenegro expresó su apoyo a la propuesta, declarando que no creía que el proyecto de ley tuviera algún efecto negativo en la sociedad.